# 407e régiment d'infanterie
Le 407e régiment d'infanterie (407e RI) est un régiment d'infanterie de l'Armée de terre française constitué en 1915 avec divers éléments provenant de divers régiments.
Les régiments dont le numéro est supérieur à 400 sont des régiments de marche.

## Création et différentes dénominations
- 1er avril 1915 : Constitution du 407e régiment d'infanterie (à trois bataillons) au camp de Valdahon (Doubs) avec des éléments venus de divers régiments arrivés au camp pendant la deuxième quinzaine de mars et presque uniquement avec des jeunes recrues de la classe 1915 encadrés par des soldats un peu plus anciens et ayant déjà été au feu provenant des dépôts des 21e, 23e, 35e, 42e, 44e, 60e, 149e, 152e, 170e, 171e, 172e régiments d'infanterie.  Son effectif à l'organisation est de 48 officiers et 3252 sous-officiers et hommes du rang.

- le 407e régiment d'infanterie est transformé en CHR/407 le 31 mars 1919. Cette compagnie est dissoute à son tour le 11 avril 1919 à Voulx. Une partie des éléments issus du régiment sont réaffectés dans des unités d'instruction et d'encadrement de l'armée polonaise.

## Chefs de corps
- du 1er avril 1915 au 10 décembre 1916 : lieutenant-colonel Joseph-Jacques-Marie Allain (évacué à la suite d'une chute de cheval).
- du 10 décembre 1916 au 11 janvier 1917 : chef de bataillon Paul-René-Emile Colin (par intérim).
- du 11 janvier 1917 au 28 mai 1918 : lieutenant-colonel puis colonel Charles-Alfred Devanlay (évacué le 28 mai).
- du 28 mai 1918 au 30 mai 1918 : chef de bataillon  Paul-Louis-Marie-Joseph Courrech du Pont, adjoint au chef de corps (blessé et évacué le 30 mai).
- du 30 mai 1918 au 4 juin 1918 : chef de bataillon Alcide-Jules Forzy (par intérim).
- du 4 juin 1918 au 11 avril 1919 : lieutenant-colonel Jean-Baptiste Dicharry.

## Historique des garnisons, combats et batailles du407eRI

### Première Guerre mondiale

#### Affectations
- 154e Division d’Infanterie avril  1915
- 130e Division d’Infanterie de juillet 1915 à novembre 1917
- 151e Division d’Infanterie de novembre 1917 à novembre 1918

#### 1915
Après avoir cantonné à Cuperly, Vadenay, Saint-Hilaire-au-Temple et Dampierre-au-Temple, il  est mis à l’entraînement sur le front de Champagne, au camp de Châlons.
- Artois: Neuville-Saint-Vaast, Vimy, Souchez
- Septembre : Roclincourt

#### 1916
- Janvier- mars : Souchez
- Bataille de Verdun:
  - bois de Vaux Chapitre
  - 21 – 23 juin : Fleury

#### 1917
- Janvier – juin : Toul, Flirey, étang de Vargénaux

Aisne :
- Septembre : Aisne : plateau des casemates, ferme de la Creute

#### 1918
- 27 mai 1918 : Seconde bataille de la Marne, bataille de l'Aisne

- Mars – mai : Bataille de Picardie :
  - Folembray, Coucy-le-Château, Quincy-Basse, bois de Mortier
  - 3, 4 et 8 juin : Ambleny, Dommiers, Cutry
- Champagne:
  - Septembre: Sainte-Marie-à-Py (sept.)
  - 25 octobre: ligne Hundling-Stellung[1]

## Drapeau
Il porte, cousues en lettres d'or dans ses plis, les inscriptions suivantes :
- Artois 1915
- Verdun 1916
- L'Aisne 1918
- Somme-Py 1918

Il obtient la fourragère aux couleurs de la Croix de guerre 1914-1918 le 3 septembre 1918